# Antoni Ślósarski

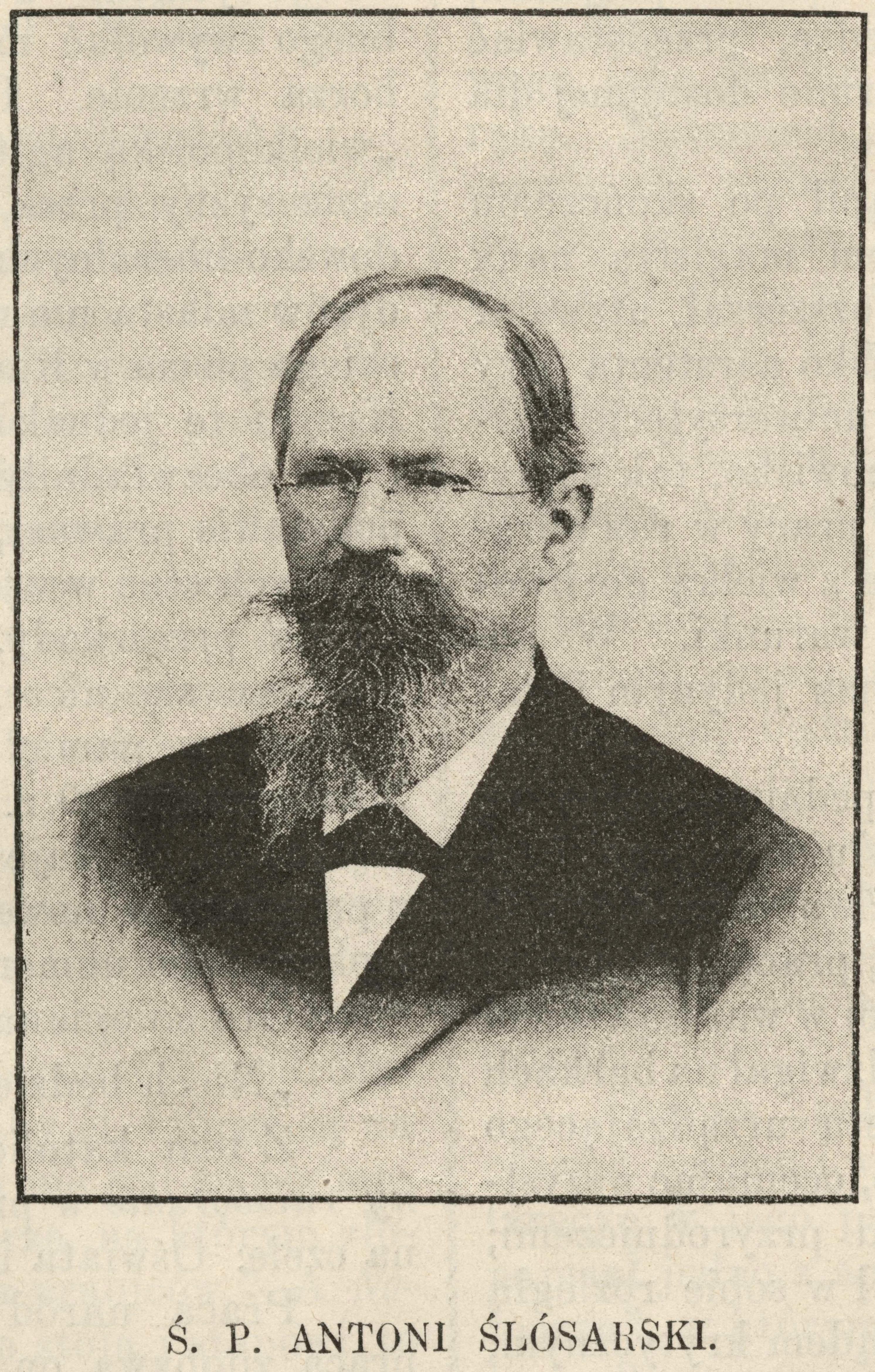

Antoni Ślósarski (ur. 14 lipca 1843 we Wronowicach, zm. 8 września 1897 w Warszawie) – zoolog ewolucjonista i fizjograf. Dziedziną jego prac badawczych były głównie owady, zwłaszcza gryzki, oraz wije i mięczaki z obszaru Królestwa Polskiego. Zajmował się również paleontologią.
W latach 1867–86 był asystentem przy katedrze anatomii porównawczej Szkoły Głównej i Uniwersytetu w Warszawie.
W latach 1880 i 1881 opisał pierwsze znalezisko licznych kości ssaków plejstoceńskich wydobytych z terenu dzisiejszej Warszawy, w Szczęśliwicach, a mianowicie: mamuta, nosorożca włochatego, tura, renifera i jelenia kopalnego.
W roku 1881 był jednym z czterdziestu pięciu członków założycieli Kasy im. Józefa Mianowskiego – Fundacji Popierania Nauki w Warszawie.